# Heike Thiem-Schneider
Heike Thiem-Schneider (* 2. Oktober 1960 in Rudolstadt) ist eine deutsche Schauspielerin.
Thiem-Schneider absolvierte ihre Schauspielausbildung von 1979 bis 1983 an der Hochschule Ernst Busch in Rostock. Größere Bekanntheit erlangte sie durch die Rolle der Corinna Kuczinski in der ARD-Serie Marienhof, die sie von 1997 bis 2001 verkörperte. 2002 war sie an der Seite von Barbara Wussow in der Verfilmung des Romans Mord an Bord von Hera Lind zu sehen. Des Weiteren spielte sie zusammen mit Kalle Pohl in der Komödie Norman, bist du es? in der Komödie Düsseldorf. Außerdem übernahm sie 2011 in den Folgen 3903–3904 der Vorabendserie Verbotene Liebe erstmals die Episodenrolle der Mode-Journalistin Lotti Rotfeld, die sie bis zu der Einstellung der Serie in unregelmäßigen Abständen fortführte. Zu sehen war sie u. a. am 18. und 23. Januar 2012 (Folge 4000–4001), am 22. Juni 2012 (Folge 4095), vom 17. bis 20. Juni 2013 (Folge 4303–4305) sowie am 27. Februar (Folge 4460).
Neben ihrem schauspielerischen Engagements ist Thiem-Schneider zudem seit 2005 an der Schauspielschule Arturo in Köln als Dozentin tätig.

## Filmografie (Auswahl)
- 2006: Der rote Kakadu
- 2007: Großstadtrevier – Unter falschen Segeln
- 2008: Wir sind das Volk – Liebe kennt keine Grenzen
- 2012: Der letzte Bulle (Fernsehserie, 1 Folge)
- 2010–2014: Verbotene Liebe
- 2014: Herzensbrecher – Vater von vier Söhnen (Staffel 2, Folge 9 „Schlechte Nachrichten“)
- 2015: Rentnercops (Fernsehserie, 1 Folge)
- 2016: Tatort – Durchgedreht
- 2017: Gute Zeiten, schlechte Zeiten
- 2018: Die Füchsin – Spur in die Vergangenheit
- 2019: Weil du mir gehörst
- 2020: Billy Kuckuck – Aber bitte mit Sahne!